# Long Yang
Long Yang (en chino simplificado, 龙阳; pinyin, Lóng Yáng) es una figura semilegendaria de la dinastía Zhou de China. Fue el amante favorito del rey Anxi de Wei durante el período de los reinos combatientes. A excepción de su relación con el rey de Wei, poco se sabe sobre su persona.

## Historia
La historia de Long Yang fue registrada por primera vez en Zhan Guo Ce (registros de los reinos combatientes) en la sección del estado de Wei (Wèi ce). Zhangguo ce es generalmente considerada como una obra histórica, lo que hace a Long Yang una figura semilegendaria. De acuerdo con el libro, Long Yang era el amante favorito del rey Anxi de Wei. Un día, la pareja se encontraba pescando en un bote cuando Long Yang, luego de atrapar un pez, comienza a llorar. Presionado por el rey para contarle la razón de su llanto, Long Yang revela que teme que el rey sea tentado por otros hombres más hermosos y pierda interés en él, de la misma manera que Long Yang, a pesar de haber atrapado un pez, perdería el interés en este si atrapaba a otro más grande. Posteriormente el rey prohíbe mencionar a otras bellezas en su presencia bajo pena de muerte. Debido al favoritismo que el rey tenía hacia él, Long Yang recibió un título feudal y tierras. Su historia tuvo lugar en algún momento entre 276 y 243 a. C., y es el segundo relato de una relación homosexual en los registros históricos chinos, sucedido por la historia de Mizi Xia.

## Influencia
En su libro Passions of the Cut Sleeve: The Male Homosexual Tradition in China, el autor Bret Hinsch escribe que la historia de Long Yang sirve como ejemplo tanto del oportunismo sexual como de la aceptación de la homosexualidad en las cortes de la dinastía Zhou. El libro de 1632 The Forgotten Tales of Long Yang, narra veinte historias de prostitución masculina a finales de la dinastía Ming. El autor, conocido simplemente bajo un seudónimo, utiliza la historia de Long Yang para evocar una edad dorada temprana caracterizada por el sentimentalismo. En la poesía de Ruan Ji, Long Yan junto con An Ling, son usados para evocar figurativamente la belleza masculina y el amor entre hombres, específicamente el favor real. El término "pasión de Long Yang", de la misma forma que "pasión de la manga cortada", también es utizado en China para referirse eufemísticamente a hombres homosexuales; ambos términos han sido usados durante gran parte de la historia de China.